# Епидемија здравља
Епидемија здравља је југословенски филм из 1968. године. Режирао га је Владимир Андрић који је и писао сценарио.

## Улоге
| Глумац            | Улога |
| ----------------- | ----- |
| Северин Бијелић   |       |
| Татјана Лукјанова |       |
| Драган Николић    |       |
| Зорица Шумадинац  |       |
| Војин Вујовић     |       |